# 펜네
펜네(이탈리아어: penne, 단수: penna 펜나[*])는 이탈리아의 파스타이다. 실린더처럼 원통형으로 된 파스타를 말한다. 펜네는 이탈리아어의 단어 penna의 복수형으로 깃털이나 깃펜을 의미하는 라틴어 penna에서 유래했다. 크게 표면이 매끈한 펜네 리셰(penne lisce)와 이랑이 있는 펜네 리가테(penne rigate)로 나뉜다. 더 면발이 넓은 형태인 펜노니(pennoni)도 있다. 겉표면이 부드럽고 울퉁불퉁하지 않은 펜네 리셰와 유사한 것으로는 모스타치올리(mostaccioli : 작은 콧수염)라는 면도 있다. 길고 속이 비어 있으며 가장자리가 직각으로 잘려 있는 치티 라는 종류도 있어 좀 더 짧게 잘라 제조하기도 한다. 미국인들은 다른 파스타는 이런 방식으로 부르지 않지만 펜네만은 보통 펜네 파스타라고 부른다.
펜네는 전통적으로 알 덴테 방식으로 조리하며 페스토나 마리나라 등의 소스를 사용한다. 파스타 샐러드에도 자주 쓰이는 식재료다. 그 모양이 독특하고 예쁘기 때문에 여러 형태로 조합을 이룰 수 있는 강점도 있다. 속은 비어 있어서 소스로 채우거나 각진 모서리는 이를 흡수하는 작은 수저와 같은 역할을 한다. 펜네 리가테의 이랑은 더 많은 소스를 묻게 하고, 매끈한 펜네 리셰는 입에 세련된 느낌을 준다.
자주 사용되는 튜브 형태의 파스타. 펜네는 끝이 펜촉처럼 뽀족하고 펜처럼 생겨서 붙은 이름으로 독특한 모양과 두터운 질감 그리고 속이 비어 있어 주로 걸쭉한 소스가 풍부한 요리에 잘 어울린다.

## 요리
- 네 가지 치즈와 호두로 맛을 낸 펜네 : 북부 알프스 지방에서 즐겨먹는 진한 맛의 크림 파스타. 날씨가 추운 알프스 인접 지역은 열량을 충분히 낼 수 있는 음식이 많이 발달되어 있는데 그러한 음식 중 하나이다.[3]
- 펜네 노르마 : 이탈리아 남부 시칠리아 지방의 파스타. 시칠리아 출신 작곡가 빈체쪼 벨리니의 오페라 작품 ‘노르마’를 기리기 위해 만들어진 파스타. 토마토와 가지로 맛을 낸다.[3]

## 사진

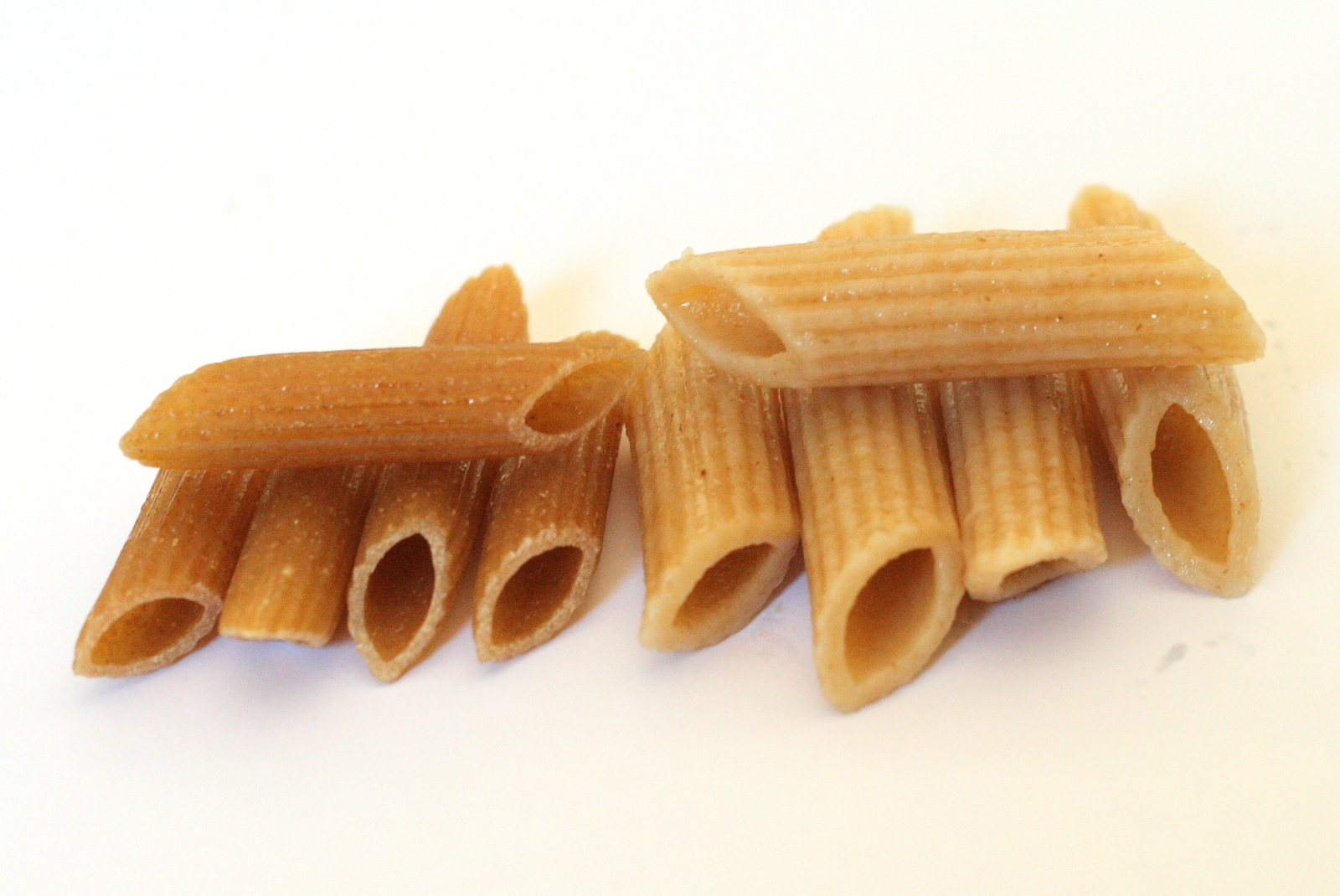
요리하기 전과 후의 펜네
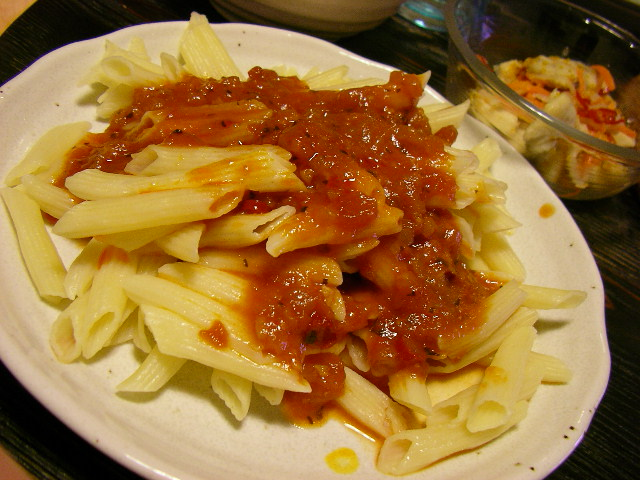
소스를 곁들인 펜네

## 같이 보기
- 치티